# Bronisław Wesołowski
Bronisław Wesołowski ps. Smutny (ur. 14 sierpnia 1870 we wsi Fawory w guberni piotrkowskiej – zm. w nocy z 1 na 2 stycznia 1919 koło wsi Wyliny-Ruś) – polski działacz komunistyczny.

## Życiorys
Studiował na politechnice w Zurychu. Od 1889 roku był członkiem Związku Robotników Polskich. Był współorganizatorem SDKPiL, członkiem Komitetu Warszawskiego i Łódzkiego. Około 20 lat przebywał na zesłaniach i w więzieniach, w tym w 1908 roku więziony był w X Pawilonie Cytadeli Warszawskiej. Brał udział w rewolucji październikowej. W 1917 roku był członkiem Centralnego Komitetu Wykonawczego SDKPiL w Rosji. Był sekretarzem Ogólnorosyjskiego Centralnego Komitetu Wykonawczego Rad.
20 grudnia 1918 roku przybył do Warszawy na czele delegacji Rosyjskiego Czerwonego Krzyża. Wraz z pozostałymi członkami delegacji został w dniu następnym aresztowany i uwięziony w X Pawilonie Cytadeli Warszawskiej. Oskarżony o działalność wywrotową, miał zostać wydalony z Polski. W pierwszych dniach stycznia 1919 roku wraz z resztą członków delegacji był pod strażą eskortowany w stronę granicy. W pobliżu granicy, koło wsi Wyliny-Ruś został zamordowany przez eskortujących delegację polskich żandarmów. Przy ciele zamordowanego znaleziono paszport wystawiony na jego nazwisko; wiadomo również, że przy ciałach ofiar mordu znaleziono pieniądze, co pozwala wykluczyć motyw rabunkowy.

## Upamiętnienie
15 października 1981 umieszczony na znaczku pocztowym w serii poświęconej działaczom ruchu robotniczego – nominał 0,50 zł, nakład 10 milionów sztuk.